# Alardus von Burgdorf
Alardus von Burgdorf hielt sich am Hofe des Kaisers Otto IV. auf und war Zeuge, als der todkranke Kaiser am 18. Mai 1218 auf der Harzburg sein Testament machte. Darin heißt es: Alardus de Burcthorp turrim suam cum feodo suo.
Er stammte aus dem Adelsgeschlecht von Burgdorf, dessen Vertreter bereits im 12. Jahrhundert mit zur Königspfalz Werla gehörigen Reichslehen belehnt worden sind. Sein gleichnamiger Vorfahr gilt als Erbauer der Felsenfestung Ahlsburg im Eckertal im Bereich der späteren Grafschaft Wernigerode, dessen Besitzer Alardus von Burgdorf wahrscheinlich wurde. Noch im 14. Jahrhundert werden Vertreter der Familie mit der Ahlsburg vom Kaiser belehnt. Allerdings gibt es aus seiner Zeit keine schriftlichen Dokumente, die ihn als Besitzer der Ahlsburg ausweisen, da die Burg erst 1357 erstmals urkundlich erwähnt wird.